# فرناندا ماتشادو
فرناندا ماتشادو (بالبرتغالية: Fernanda Machado‏) هي ممثلة برازيلية، ولدت في 10 أكتوبر 1980 بمارينغا في البرازيل.

## وصلات خارجية
- فرناندا ماتشادو على موقع IMDb (الإنجليزية)
- فرناندا ماتشادو على موقع ألو سيني (الفرنسية)
- فرناندا ماتشادو على موقع أول موفي (الإنجليزية)
- فرناندا ماتشادو على موقع قاعدة بيانات الأفلام السويدية (السويدية)
- فرناندا ماتشادو على موقع قاعدة بيانات الفيلم (الإنجليزية)
- فرناندا ماتشادو على موقع كينوبويسك (الروسية)